# Photocorynus spiniceps
Photocorynus spiniceps é uma espécie de peixe da ordem Lophiiformes, a mesma do tamboril. Seu habitat fica entre 1 245 e 2 500 m de profundidade, no Golfo do Panamá. Os machos dessa espécie são os menores vertebrados conhecidos.

## Descrição
Nesta espécie observa-se um acentuado dimorfismo sexual, pois enquanto os corpos das fêmeas têm de 50,5 a 60,9 mm de comprimento, os dos machos têm de alguns milímetros até pouco menos de um centímetro.

### Fêmeas
As fêmeas tem corpos arredondados com uma cabeça muito grande e larga. Os ossos do crânio desta espécie possuem extensões em forma de espinho. A captura de presas é feita com os dentes, que no Photocorynus spiniceps são menores, mas muito mais numerosos, que em outros espécies da ordem dos tamboris. As presas, na escuridão das produndezas oceânicas, são atraídas por uma "Isca" ou "Lanterna" bioluminescente, que é formada a partir da primeira barbatana, na cabeça. A bioluminescência é produzida por bactérias simbióticas. A primeira barbatana das costas na Photocorynus spiniceps é relativamente curta.

### Machos
Os machos adultos atingem um comprimento de 6,2 a 7,3 mm. Contudo, já foram encontrados machos vivendo livremente com corpos de 9,8 mm de comprimento. A maioria dos machos, porém, é menor do que qualquer outro vertebrado conhecido. Eles têm olhos super-dimensionados, assim como órgãos olfativos, na área do nariz, com os quais podem sentir a presença de elementos químicos. Após a fase larval, os machos procuram, com a ajuda de seus órgãos sensoriais, pelas fêmeas de sua espécie. Assim que encontram uma, eles prendem-se a esta usando seus dentes num local apropriado. Os tecidos dos parceiros passam a crescer conjuntamente e os sistemas circulatórios de ambos unem-se. O macho passa então a ser alimentado pelos nutrientes transportados pelo sistema circulatório da fêmea, vivendo para o resto de sua vida como um parasita sexual. O macho produz espermatozoides com suas gônodas, que constituem a maior parte de seu corpo, para a fertilização dos óvulos lançados às águas pela fêmea.